# کوه تونابورا
کوه تونابورا (به انگلیسی: Tunnabora Peak) یک تپه در ایالات متحده آمریکا است که در Sequoia National Park واقع شده‌است. کوه تونابورا ۴٬۱۳۴٫۰۵ متر بالاتر از سطح دریا واقع شده‌است.